# 음력 6월 26일
음력 6월 26일은 음력 6월의 26번째 날이다.

## 사건
- 1999년 - 대한민국 첫 냉동난자 수정 아기 탄생.
- 2014년 -
  - 전 세모 그룹의 회장이자 '아해'라는 예명의 사진 작가로도 알려진 유병언이 전라남도 순천시 서면 학구리에서 변사체로 발견되었다.
  - 오후 5시 50분 쯤에 강릉에서 청량리로 가는 무궁화호 열차와 관광열차가 충돌하였다. 이 사고로 1명이 사망하고 80여명이 중경상 당하였다.

## 문화
- 1969년 - MBC TV 개국.

## 탄생
- 1501년 - 남명 조식.
- 1963년 - 대한민국의 배우 유혜리.
- 1969년 - 대한민국의 배우 이정용.
- 1971년 - 대한민국의 배우 장혁진.
- 1989년
  - 대한민국의 배우 조중휘.
  - 대한민국의 배우 권화운.
- 1990년 - 일본의 성우 우치야마 코우키.
- 1992년 - 일본의 가수 나카마타 시오리.
- 1993년 - 대한민국의 가수 윤보미.
- 1995년 - 대한민국의 가수 화사(마마무).

## 사망
- 1990년 - 대한민국의 가수 장현.
- 2013년 - 대한민국의 배우 박용식.

## 같이 보기
- 음력 360일: 1월 2월 3월 4월 5월 6월 7월 8월 9월 10월 11월 12월
- 전날:6월 25일 다음날:6월 27일 - 전달:5월 26일 다음달:7월 26일
- 양력:6월 26일
- 음력, 윤달